# Canterino di montagna
Il Canterino di montagna o bergischer Kräher, noto anche come Cantore del Berg, Cantore di Elberfeld o meglio Canterino del Bergisches Land, è la più vecchia razza di pollo tedesca, che appartiene alle razze a canto lungo. In Germania è considerata una razza a rischio di estinzione: secondo un censimento effettuato nel 2009 ne sopravvivono 407 esemplari.

## Caratteristiche
Il Canterino di montagna è un pollo di tipo campagnolo, famoso per la lunga durata del canto del gallo. La varietà a mantello dorato e nero (chiamato "oro doppi orli neri" in Germania, "oro" negli altri Paesi europei) è predominante, la varietà argento è relativamente rara, però si trova nello standard italiano. Una varietà nera è stata descritta per la ultima volta nell'anno 1882. La cresta è semplice, un po' piegata nelle galline. Le zampe sono di colore grigio-blu. La figura è proporzionata ed eretta. Tipico è l'orlo singolo del piumaggio, la cosiddetta Dobbelung.

## Club di razza
Gli elevatori della razza in Germania sono organizzati nel Club "Vereinigung der Züchter Bergischer Hühnerrassen und deren Zwergekräher - Krähervereinigung seit 1884". In Italia non esiste un club speziale.

## Note

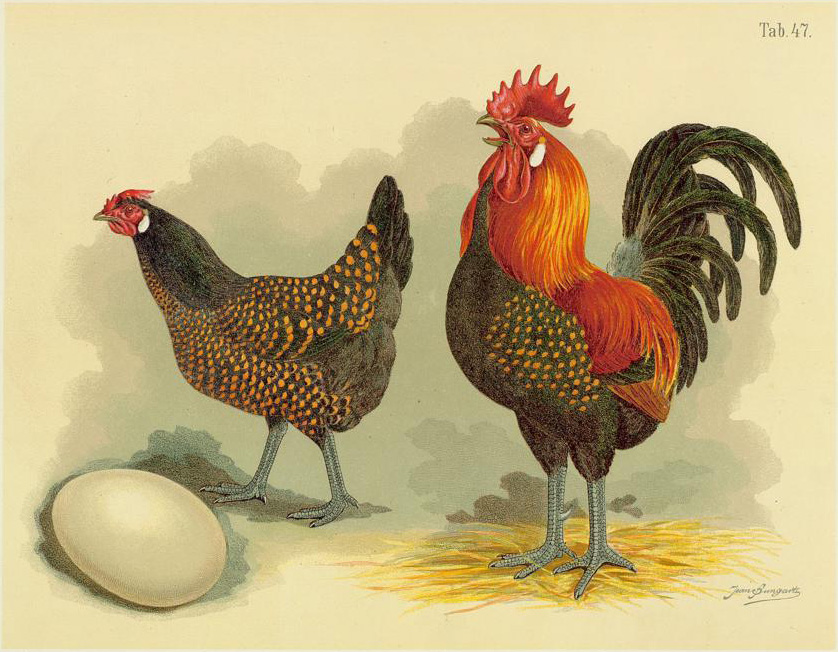
Illustrazione storica (1885)
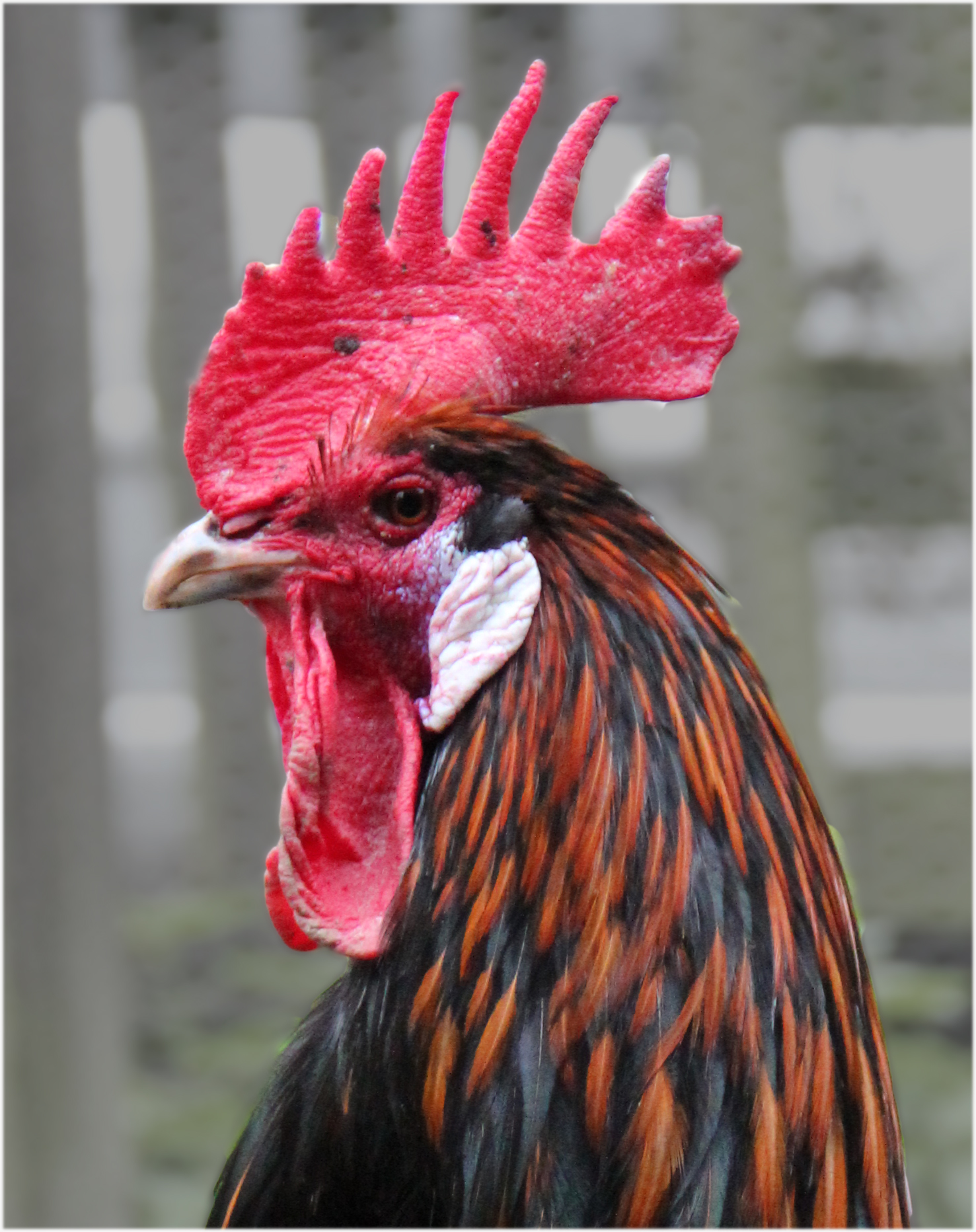
Ritratto di gallo (nero tassellato oro)
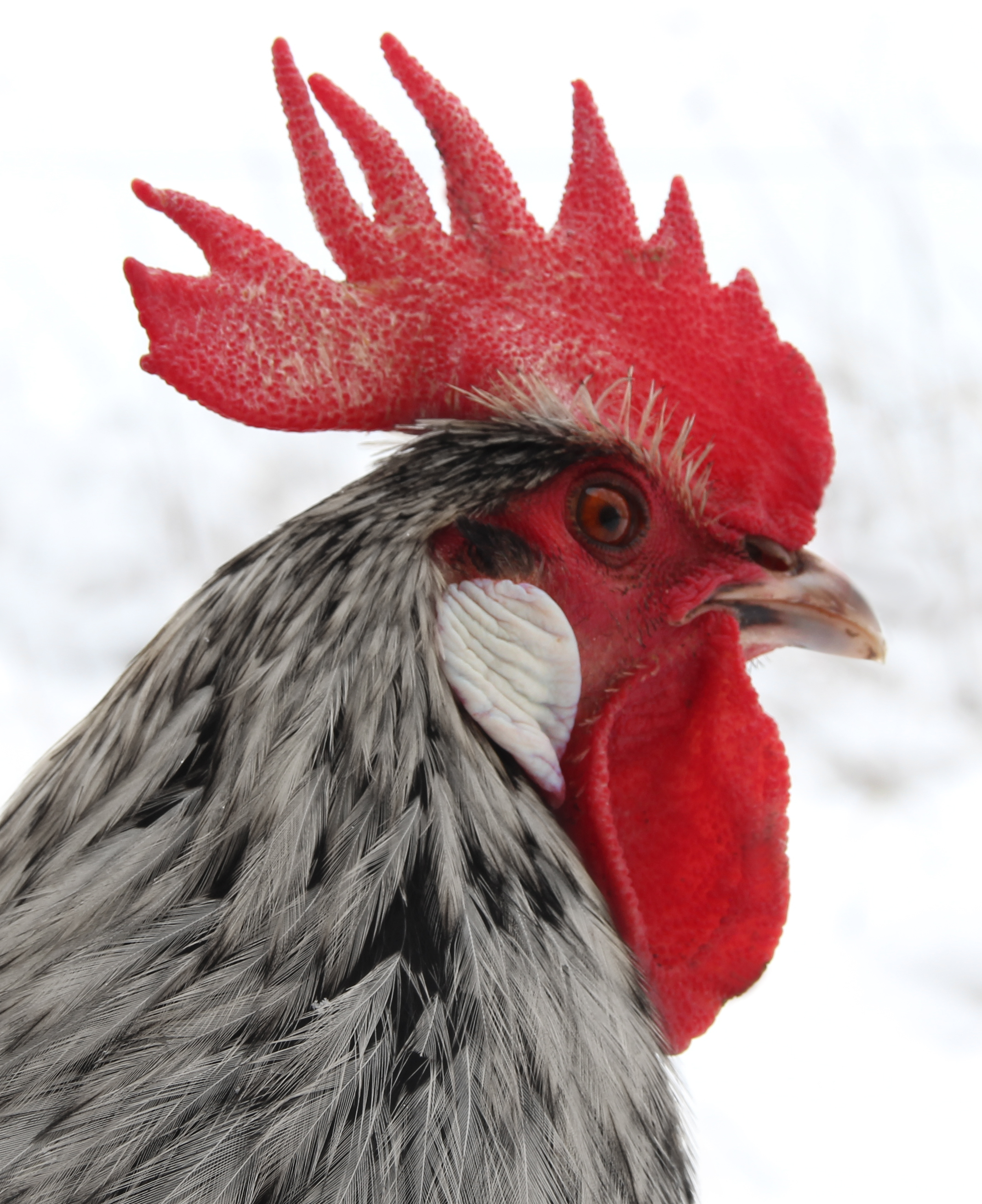
Ritratto di gallo (nero tassellato argento)
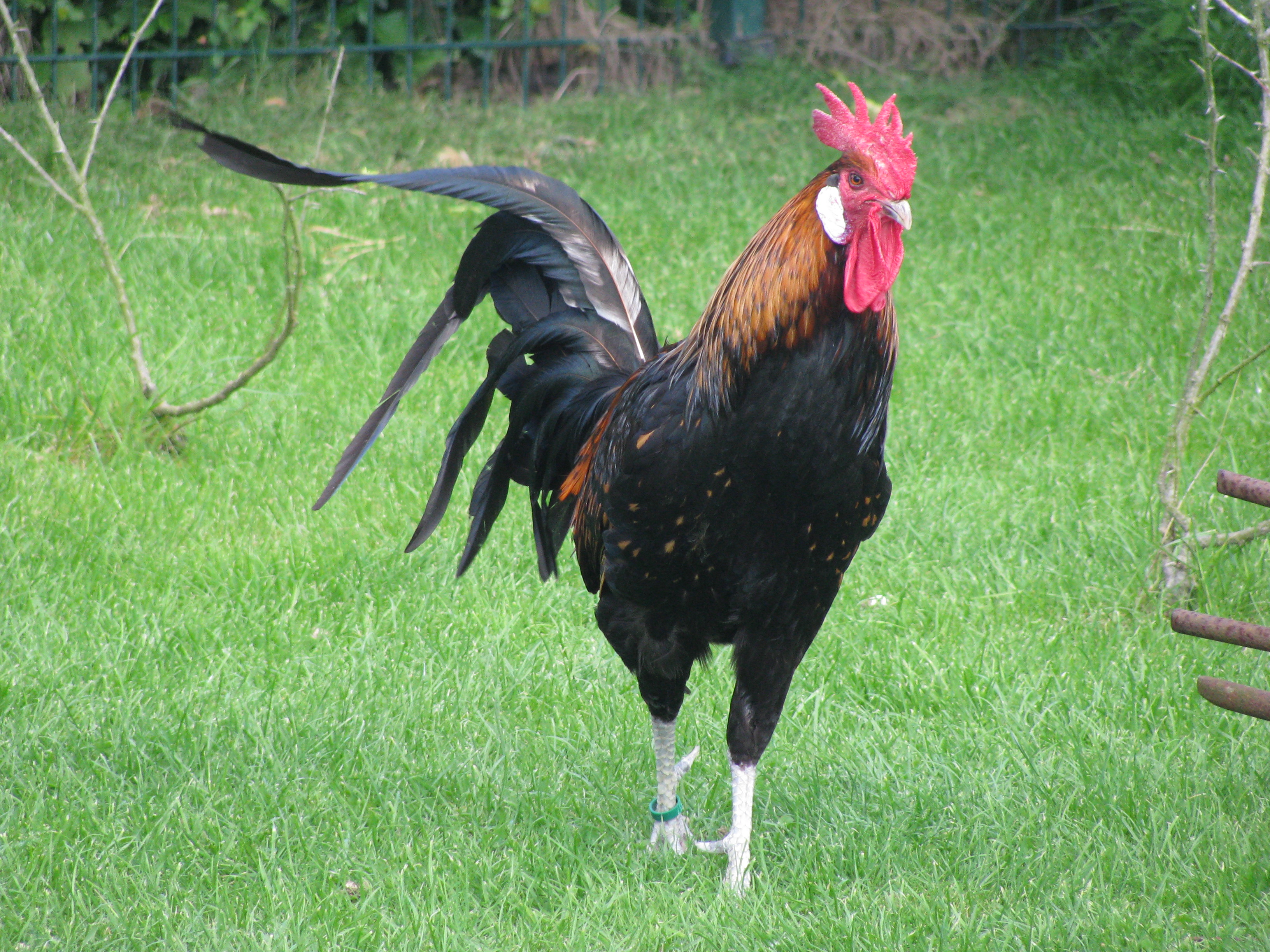
Gallo
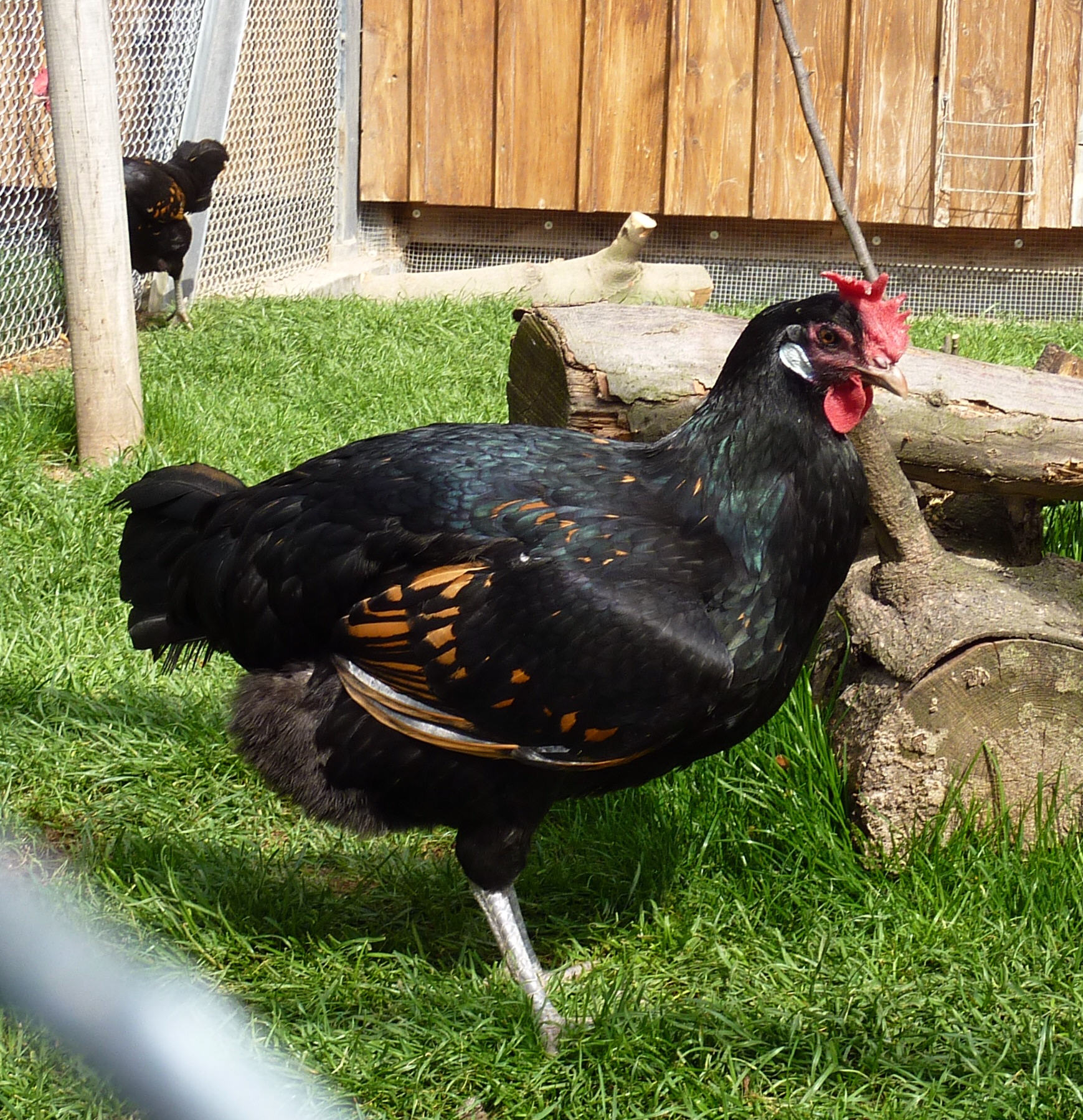
Gallina
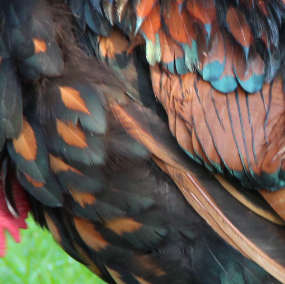
La Dobbelung tipica